# Чикалун (Аљаска)
Чикалун (енгл. Chickaloon) насељено је место без административног статуса у америчкој савезној држави Аљаска.

## Демографија
По попису из 2010. године број становника је 272, што је 59 (27,7%) становника више него 2000. године.
| Група             | 2000.       | 2010.       |
| Белци             | 166 (77,9%) | 231 (84,9%) |
| Афроамериканци    | 3 (1,4%)    | 0 (0,0%)    |
| Азијати           | 2 (0,9%)    | 2 (0,7%)    |
| Хиспаноамериканци | 3 (1,4%)    | 4 (1,5%)    |
| Укупно            | 213         | 272         |